# Birine
Birine är en ort i Algeriet.   Den ligger i provinsen Djelfa, i den norra delen av landet, 130 km söder om huvudstaden Alger. Birine ligger 736 meter över havet och antalet invånare är 51 209.
Terrängen runt Birine är platt. Runt Birine är det ganska glesbefolkat, med 31 invånare per kvadratkilometer. Omgivningarna runt Birine är i huvudsak ett öppet busklandskap.